# یواس‌اس اسکورپیون (۱۸۱۳)
یواس‌اس اسکورپیون (۱۸۱۳) (به انگلیسی: USS Scorpion (1813)) یک کشتی است که طول آن ۶۲ فوت (۱۹ متر) می‌باشد. این کشتی در سال ۱۸۱۳ ساخته شد.